# Rallye Portugal 2023
Die 56. Rallye Portugal (offiziell Vodafone Rally de Portugal 2023) war der 5. Lauf zur FIA-Rallye-Weltmeisterschaft 2023. Sie dauerte vom 11. bis zum 14. Mai und es wurden insgesamt 19 Wertungsprüfungen (WP) gefahren.

## Bericht
Am Freitag lancierten die Fahrer die Rallye mit vier verschiedenen Führenden. Auf der ersten Wertungsprüfung (WP) ging zuerst Pierre-Louis Loubet mit dem Ford Puma Rally1 vom Team M-Sport in Führung. Sein Teamkollege Ott Tänak führte das Feld nach der zweiten und dritten WP an, danach fuhr Dani Sordo (Hyundai i20 N Rally1) an die Spitze und ab der fünften WP lag der spätere Sieger Kalle Rovanperä (Toyota GR Yaris Rally1) auf dem ersten Rang. Der amtierende Weltmeister kontrollierte ab diesem Zeitpunkt die Konkurrenz und er gewann seinen ersten Weltmeisterschaftslauf im Jahr 2023. Sordo lieferte mit drei WP-Gewinnen und Platz zwei eine gute Leistung ab mit dem Hyundai i20 N Rally1. Mit rauchendem Motor in der letzten WP kam Esapekka Lappi (Hyundai i20 N Rally1) als Gesamtdritter ins Ziel. Auf dem vierten Rang beendete Tänak den Bewerb, nach einem Reifenschaden am Freitag war der Zeitverlust nicht mehr aufzuholen. Thierry Neuville (Hyundai i20 N Rally1) lag bis am Sonntag auf Siegerpodestkurs, wegen Turbo-Problemen fiel er aber zurück bis auf den fünften Platz. Der Sieger des letzten WM-Laufs in Kroatien Elfyn Evans (Toyota GR Yaris Rally1) fiel bereits am Freitag nach einem Unfall aus.
In der Weltmeisterschaftstabelle hat Rovanperä mit 98 Punkten die Führung übernommen. Dahinter Tänak mit 81 und Sébastien Ogier (Toyota GR Yaris Rally1), der die Rallye Portugal ausließ, mit 69 Zählern.

## Meldeliste
| Nr.                 | Fahrer                    | Co-Pilot               | Auto                   |
| ------------------- | ------------------------- | ---------------------- | ---------------------- |
| WRC-Klasse (Rally1) |                           |                        |                        |
| 4                   | Esapekka Lappi            | Janne Ferm             | Hyundai i20 N Rally1   |
| 6                   | Dani Sordo                | Cándido Carrera        | Hyundai i20 N Rally1   |
| 7                   | Pierre-Louis Loubet       | Nicolas Gilsoul        | Ford Puma Rally1       |
| 8                   | Ott Tänak                 | Martin Järveoja        | Ford Puma Rally1       |
| 11                  | Thierry Neuville          | Martijn Wydaeghe       | Hyundai i20 N Rally1   |
| 18                  | Takamoto Katsuta          | Aaron Johnston         | Toyota GR Yaris Rally1 |
| 33                  | Elfyn Evans               | Scott Martin           | Toyota GR Yaris Rally1 |
| 69                  | Kalle Rovanperä           | Jonne Halttunen        | Toyota GR Yaris Rally1 |
| WRC2 (Rally2)       |                           |                        |                        |
| 20                  | Gus Greensmith            | Jonas Andersson        | Škoda Fabia RS Rally2  |
| 21                  | Oliver Solberg            | Elliott Edmondson      | Škoda Fabia RS Rally2  |
| 23                  | Teemu Suninen             | Mikko Markkula         | Hyundai i20 N Rally2   |
| 24                  | Andreas Mikkelsen         | Torstein Eriksen       | Škoda Fabia RS Rally2  |
| 25                  | Adrien Fourmaux           | Alexandre Coria        | Ford Fiesta Rally2     |
| 26                  | Yohan Rossel              | Arnaud Dunand          | Citroën C3 Rally2      |
| 27                  | Fabrizio Zaldivar         | Marcelo Der Ohannesian | Hyundai i20 N Rally2   |
| 28                  | Grégoire Munster          | Louis Louka            | Ford Fiesta Rally2     |
| 29                  | Robert Virves             | Hugo Magalhães         | Ford Fiesta Rally2     |
| 30                  | Georg Linnamäe            | James Morgan           | Hyundai i20 N Rally2   |
| 32                  | Lauri Joona               | Tuukka Shemeikka       | Škoda Fabia Rally2 evo |
| 34                  | Alejandro Cachón          | "Jandrín"              | Citroën C3 Rally2      |
| 35                  | Marco Bulacia             | Diego Vallejo          | Škoda Fabia RS Rally2  |
| 36                  | Armindo Araújo            | Luís Ramalho           | Škoda Fabia Rally2 evo |
| 37                  | Josh McErlean             | John Rowan             | Hyundai i20 N Rally2   |
| 38                  | Erik Cais                 | Petr Těšínský          | Škoda Fabia RS Rally2  |
| 39                  | Alberto Heller            | Luis Ernesto Allende   | Citroën C3 Rally2      |
| 40                  | Emilio Fernández          | Borja Rozada           | Škoda Fabia Rally2 evo |
| 41                  | Eamonn Kelly              | Conor Mohan            | Hyundai i20 N Rally2   |
| 44                  | Miguel Correia            | Jorge Eduardo Carvalho | Škoda Fabia Rally2 evo |
| 45                  | Ricardo Teodósio          | José Teixeira          | Hyundai i20 N Rally2   |
| 46                  | Bruno Bulacia             | Axel Coronado Jiménez  | Škoda Fabia Rally2 evo |
| 47                  | Mikołaj Marczyk           | Szymon Gospodarczyk    | Škoda Fabia RS Rally2  |
| 48                  | Armin Kremer              | Timo Gottschalk        | Škoda Fabia RS Rally2  |
| 49                  | Rakan Al-Rashed           | Dale Moscatt           | Škoda Fabia RS Rally2  |
| 50                  | Enrico Oldrati            | Elia De Guio           | Škoda Fabia Rally2 evo |
| 51                  | Miguel Zaldivar Sr        | José Luis Díaz         | Hyundai i20 N Rally2   |
| 52                  | Alexander Villanueva      | José Murado González   | Škoda Fabia RS         |
| 53                  | Eduardo Castro            | Fernando Mussano       | Škoda Fabia Rally2 evo |
| 54                  | José Pedro Fontes         | Inês Ponte             | Citroën C3 Rally2      |
| 55                  | Bernardo Sousa            | José Janela            | Citroën C3 Rally2      |
| 56                  | Norbert Herczig           | Ramón Ferencz          | Škoda Fabia Rally2 evo |
| 57                  | Gregor Jeets              | Timo Taniel            | Hyundai i20 N Rally2   |
| 58                  | Pedro Almeida             | Mário Castro           | Škoda Fabia Rally2 evo |
| 59                  | Pedro Meireles            | Pedro Alves            | Hyundai i20 N Rally2   |
| 60                  | Lucas Simões              | Nuno Almeida           | Ford Fiesta Rally2     |
| 61                  | Diogo Salvi               | António Costa          | Škoda Fabia R5         |
| 62                  | Paulo Caldeira            | Ana Gonçalves          | Citroën C3 Rally2      |
| 63                  | Francisco Teixeira        | João Serôdio           | Škoda Fabia Rally2 evo |
| 64                  | Nuno Pinto                | João Jardim Pereira    | Citroën C3 Rally2      |
| 65                  | Nasser Khalifa Al-Attiyah | Giovanni Bernacchini   | Ford Fiesta Rally2     |
| 66                  | Miguel Díaz-Aboitiz       | Rodrigo Sanjuan        | Škoda Fabia Rally2 evo |
| 67                  | Luciano Cobbe             | Roberto Mometti        | Škoda Fabia Rally2 evo |
| 68                  | Kris Meeke                | James Fulton           | Hyundai i20 N Rally2   |
| WRC3 (Rally3)       |                           |                        |                        |
| 70                  | Roope Korhonen            | Anssi Viinkka          | Ford Fiesta Rally3     |
| 71                  | Toni Herranen             | Mikko Lukka            | Ford Fiesta Rally3     |

## Klassifikationen

### WRC-Gesamtklassement
| WRC |                   |                    |                           |          |           |                 |      |
| 1   | Kalle Rovanperä   | Jonne Halttunen    | Toyota GR Yaris Rally1    | WRC RC1  | 3:35:11.7 | 00:00.0         | 25+5 |
| 2   | Dani Sordo        | Cándido Carrera    | Hyundai i20 N Rally1      | WRC RC1  | 3:36:06.4 | 00:54.7         | 18+1 |
| 3   | Esapekka Lappi    | Janne Ferm         | Hyundai i20 N Rally1      | WRC RC1  | 3:36:32.0 | 01:20.3 00:25.6 | 15+3 |
| 4   | Ott Tänak         | Martin Järveoja    | Ford Puma Rally1          | WRC RC1  | 3:37:15.8 | 02:04.1 00:43.8 | 12+4 |
| 5   | Thierry Neuville  | Marijn Wydaeghe    | Hyundai i20 N Rally1      | WRC RC1  | 3:43:34.2 | 08:22.5 06:18.4 | 10   |
| 6   | Gus Greensmith    | Jonas Andersson    | Škoda Fabia RS Rally2 evo | WRC2 RC2 | 3:44:55.1 | 09:43.4 01:20.9 | 8    |
| 7   | Oliver Solberg    | Elliott Edmonsdson | Škoda Fabia RS Rally2 evo | WRC2 RC2 | 3:44:56.3 | 09:44.6 00:01.2 | 6    |
| 8   | Andreas Mikkelsen | Torstein Eriksen   | Škoda Fabia RS Rally2 evo | WRC2 RC2 | 3:45:38.1 | 10:26.4 00:41.8 | 4    |
| 9   | Yohan Rossel      | Arnaud Dunand      | Citroën C3 Rally2         | WRC2 RC2 | 3:46:44.9 | 11:33.2 01:06.8 | 2    |
| 10  | Teemu Suninen     | Mikko Markkula     | Hyundai i20 N Rally2      | WRC2 RC2 | 3:47:28.0 | 12:16.3 00:43.1 | 1    |

Insgesamt wurden 47 von 83 gemeldeten Fahrzeugen klassiert.

### WRC2
| Rang  | Fahrer            | Co-Pilot           | Auto                      | Klasse   | Zeit      | Rückstand Sieger Rückstand V | Punkte + Power Stage |
| ----- | ----------------- | ------------------ | ------------------------- | -------- | --------- | ---------------------------- | -------------------- |
| 1 (6) | Gus Greensmith    | Jonas Andersson    | Škoda Fabia RS Rally2 evo | WRC2 RC2 | 3:44:55.1 | 0:00.0                       | 25                   |
| 2 (7) | Oliver Solberg    | Elliott Edmonsdson | Škoda Fabia RS Rally2 evo | WRC2 RC2 | 3:44:56.3 | 0:01.2                       | 18                   |
| 3 (8) | Andreas Mikkelsen | Torstein Eriksen   | Škoda Fabia RS Rally2 evo | WRC2 RC2 | 3:45:38.1 | 0:43.0 0:41.8                | 15                   |

### WRC3
| Rang   | Fahrer         | Co-Pilot      | Auto               | Klasse   | Zeit      | Rückstand Sieger Rückstand V | Punkte + Power Stage |
| ------ | -------------- | ------------- | ------------------ | -------- | --------- | ---------------------------- | -------------------- |
| 1 (21) | Roope Korhonen | Anssi Viinkka | Ford Fiesta Rally3 | WRC3 RC3 | 4:11:51.5 | 0:00:00.0                    | 25                   |
| 2 (44) | Toni Herranen  | Mikko Lukka   | Ford Fiesta Rally3 | WRC3 RC3 | 5:31:28.9 | 1:19:37.4                    | 18                   |

## Wertungsprüfungen
Zeitzone UTC+1
| Datum   | Zeit  | Nr.                            | WP                             | Länge                          | Gewinner                                                                            | Co-Pilot                                                                  | Auto | Zeit                                    | Leader              |
| ------- | ----- | ------------------------------ | ------------------------------ | ------------------------------ | ----------------------------------------------------------------------------------- | ------------------------------------------------------------------------- | --- | --------------------------------------- | ------------------- |
| 11. Mai | 09:01 | —                              | Baltar (Shakedown)             | 4,55 km                        | Elfyn Evans                                                                         | Scott Martin                                                              | Toyota GR Yaris Rally1                                                                                   | 02:53.4                                 |                     |
| 12. Mai | 09:05 | WP1                            | Lousã 1                        | 12,03 km                       | Pierre-Louis Loubet                                                                 | Nicolas Gilsoul                                                           | Ford Puma Rally1                                                                                         | 09:02.7                                 | Pierre-Louis Loubet |
| 12. Mai | 10:05 | WP2                            | Góis 1                         | 19,33 km                       | Ott Tänak                                                                           | Martin Järveoja                                                           | Ford Puma Rally1                                                                                         | 12:59.3                                 | Ott Tänak           |
| 12. Mai | 11:05 | WP3                            | Arganil 1                      | 18,72 km                       | Kalle Rovanperä                                                                     | Jonne Halttunen                                                           | Toyota GR Yaris Rally1                                                                                   | 11:49.3                                 | Ott Tänak           |
| 12. Mai | 13:35 | WP4                            | Lousã 2                        | 12,03 km                       | Esapekka Lappi                                                                      | Janne Ferm                                                                | Hyundai i20 N Rally1                                                                                     | 08:56.3                                 | Dani Sordo          |
| 12. Mai | 14:35 | WP5                            | Góis 2                         | 19,33 km                       | Kalle Rovanperä                                                                     | Jonne Halttunen                                                           | Toyota GR Yaris Rally1                                                                                   | 13:03.9                                 | Kalle Rovanperä     |
| 12. Mai | 15:35 | WP6                            | Arganil 2                      | 18,72 km                       | Kalle Rovanperä                                                                     | Jonne Halttunen                                                           | Toyota GR Yaris Rally1                                                                                   | 11:53.8                                 | Kalle Rovanperä     |
| 12. Mai | 17:05 | WP7                            | Mortágua                       | 18,15 km                       | Esapekka Lappi                                                                      | Janne Ferm                                                                | Hyundai i20 N Rally1                                                                                     | 11:56.7                                 | Kalle Rovanperä     |
| 12. Mai | 19:05 | WP8                            | Figueira da Foz                | 2,28 km                        | Dani Sordo                                                                          | Cándido Carrera                                                           | Hyundai i20 N Rally1                                                                                     | 02:29.8                                 | Kalle Rovanperä     |
| 12. Mai | 21:45 | Service Park Exponor (49 Min.) | Service Park Exponor (49 Min.) | Service Park Exponor (49 Min.) | Service Park Exponor (49 Min.)                                                      | Service Park Exponor (49 Min.)                                            | Service Park Exponor (49 Min.)                                                                           | Service Park Exponor (49 Min.)          | Kalle Rovanperä     |
| 13. Mai | 07:35 | WP9                            | Vieira do Minho 1              | 26,61 km                       | Kalle Rovanperä                                                                     | Jonne Halttunen                                                           | Toyota GR Yaris Rally1                                                                                   | 16:50.6                                 | Kalle Rovanperä     |
| 13. Mai | 09:05 | WP10                           | Amarante 1                     | 37,24 km                       | Kalle Rovanperä                                                                     | Jonne Halttunen                                                           | Toyota GR Yaris Rally1                                                                                   | 24:33.3                                 | Kalle Rovanperä     |
| 13. Mai | 10:35 | WP11                           | Felgueiras 1                   | 8,91 km                        | Kalle Rovanperä                                                                     | Jonne Halttunen                                                           | Toyota GR Yaris Rally1                                                                                   | 05:57.3                                 | Kalle Rovanperä     |
| 13. Mai | 12:46 | Service Park Exponor (44 Min.) | Service Park Exponor (44 Min.) | Service Park Exponor (44 Min.) | Service Park Exponor (44 Min.)                                                      | Service Park Exponor (44 Min.)                                            | Service Park Exponor (44 Min.)                                                                           | Service Park Exponor (44 Min.)          | Kalle Rovanperä     |
| 13. Mai | 15:05 | WP12                           | Vieira do Minho 2              | 26,61 km                       | Kalle Rovanperä                                                                     | Jonne Halttunen                                                           | Toyota GR Yaris Rally1                                                                                   | 16:54.1                                 | Kalle Rovanperä     |
| 13. Mai | 16:35 | WP13                           | Amarante 2                     | 37,24 km                       | Dani Sordo                                                                          | Cándido Carrera                                                           | Hyundai i20 N Rally1                                                                                     | 24:31.2                                 | Kalle Rovanperä     |
| 13. Mai | 18:05 | WP14                           | Felgueiras 2                   | 8,91 km                        | Kalle Rovanperä                                                                     | Jonne Halttunen                                                           | Toyota GR Yaris Rally1                                                                                   | 05:57.3                                 | Kalle Rovanperä     |
| 13. Mai | 19:05 | WP15                           | Lousada                        | 3,36 km                        | Dani Sordo                                                                          | Cándido Carrera                                                           | Hyundai i20 N Rally1                                                                                     | 02:34.5                                 | Kalle Rovanperä     |
| 13. Mai | 20:15 | Service Park Exponor (49 Min.) | Service Park Exponor (49 Min.) | Service Park Exponor (49 Min.) | Service Park Exponor (49 Min.)                                                      | Service Park Exponor (49 Min.)                                            | Service Park Exponor (49 Min.)                                                                           | Service Park Exponor (49 Min.)          | Kalle Rovanperä     |
| 14. Mai | 07:05 | WP16                           | Paredes                        | 11,05 km                       | Takamoto Katsuta                                                                    | Aaron Johnston                                                            | Toyota GR Yaris Rally1                                                                                   | 08:02.9                                 | Kalle Rovanperä     |
| 14. Mai | 08:35 | WP17                           | Fafe 1                         | 11,18 km                       | Kalle Rovanperä                                                                     | Jonne Halttunen                                                           | Toyota GR Yaris Rally1                                                                                   | 08:04.7                                 | Kalle Rovanperä     |
| 14. Mai | 09:35 | WP18                           | Cabeceiras de Basto            | 22,01 km                       | Ott Tänak                                                                           | Martin Järveoja                                                           | Ford Puma Rally1                                                                                         | 13:48.5                                 | Kalle Rovanperä     |
| 14. Mai | 12:15 | WP19                           | Fafe 2 (Power Stage)           | 11,18 km                       | 1. Kalle Rovanperä 2. Ott Tänak 3. Esapekka Lappi 4. Takamoto Katsuta 5. Dani Sordo | Jonne Halttunen Martin Järveoja Janne Ferm Aaron Johnston Cándido Carrera | Toyota GR Yaris Rally1 Ford Puma Rally1 Hyundai i20 N Rally1 Toyota GR Yaris Rally1 Hyundai i20 N Rally1 | 06:26.5 06:27.2 06:29.0 06:29.5 06:33.4 | Kalle Rovanperä     |
| 14. Mai | 13:53 | Service Park Exponor (14 Min.) | Service Park Exponor (14 Min.) | Service Park Exponor (14 Min.) | Service Park Exponor (14 Min.)                                                      | Service Park Exponor (14 Min.)                                            | Service Park Exponor (14 Min.)                                                                           | Service Park Exponor (14 Min.)          | Kalle Rovanperä     |